# Aaron Sieracki
Aaron Sieracki (ur. 11 kwietnia 1975 w Milwaukee) – amerykański zapaśnik w stylu klasycznym. Złoty medalista mistrzostw panamerykańskich z 2009. Zawodnik Lindenwood University. Jego brat Keith Sieracki jest również zapaśnikiem.